# Ypatingasis būrys
Ypatingasis Būrys (Pelotão especial) ou Pelotão especial da SD e da polícia de segurança alemã (em lituano:  Vokiečių Saugumo policijos ir SD ypatingasis būrys, em polonês/polaco:  szaulisi ("shaulists") ou Strzelcy Ponarscy ("Ponary Rifleman")) (1941–1944) foi um grupo de extermínio organizado pela Alemanha Nazista de aproximadamente 50 homens. Era chamado de "grupo lituano equivalente ao Sonderkommando" e operava na Região de Vilnius. A unidade era composta principalmente de voluntários lituanos  e foi formada pelo governo de ocupação alemã. Quando criada, era subordinada à Einsatzkommando 9, passando mais tarde para a Sicherheitsdienst (SD) e Sicherheitspolizei (Sipo).